# Propilparabeno
Propilparabeno ou para-Hidroxibenzoato de propil(a,o) é o éster propílico do ácido para-hidroxibenzoico. Sua fórmula é HO-C6H4-C(=O)-O-(CH2)2CH3. Ele é um dos compostos conhecidos como parabenos.
Como aditivo alimentar, seu número E é E216.
propil para-hidroxibenzoato de sódio, o sal de sódio do propilparabeno, tem os mesmos usos, e seu número E é E217.